# Falound Kalan

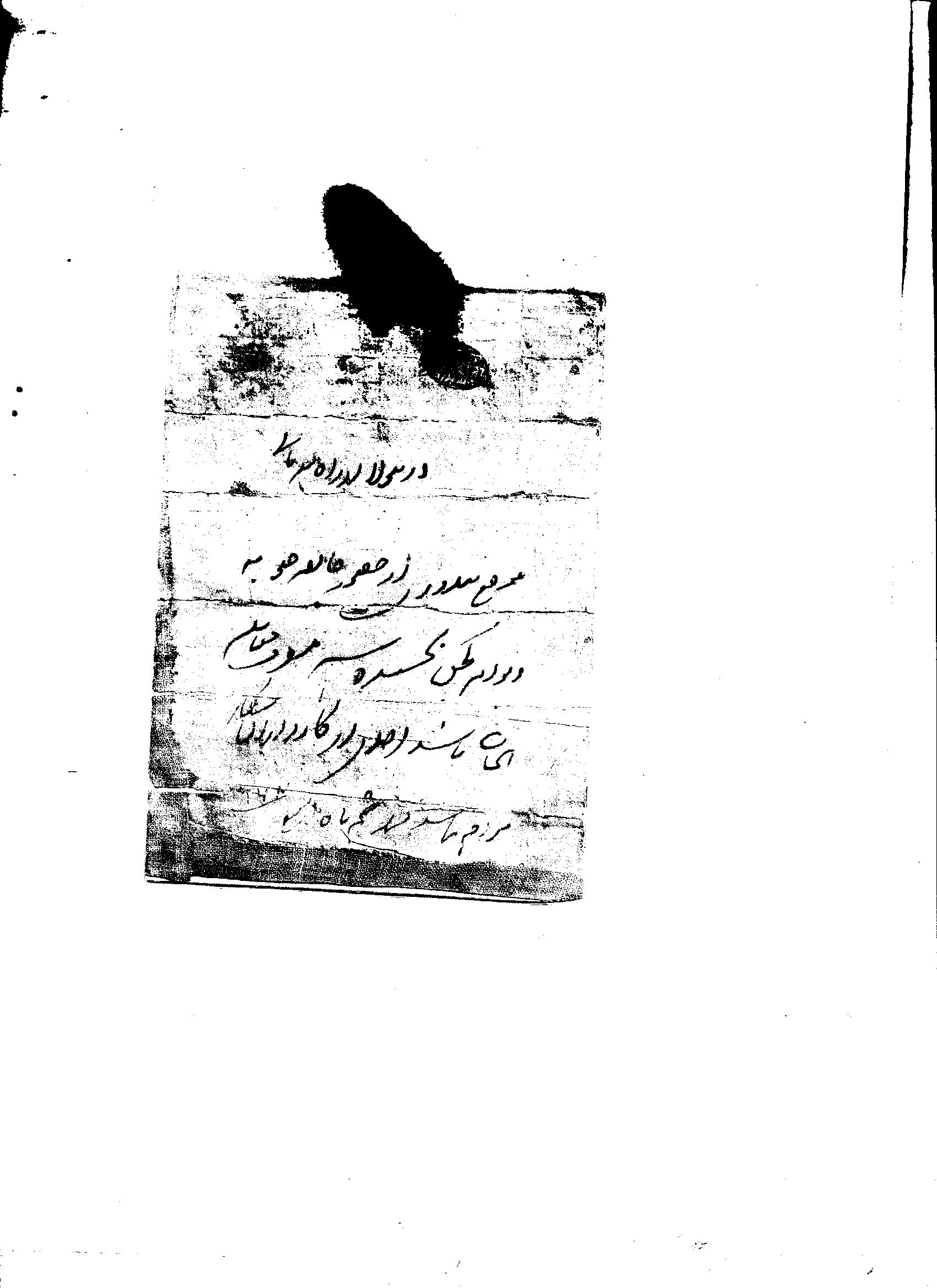
Este certificado de doação de terra foi dado pelo Nawab de Raikot para Baba Gajjan Shah ji

Falaund Kalan é uma aldeia de Sangrur em Panjabe, na Índia.

## História
O nome da aldeia veio das fundições que foram usadas para derreter ferro (folad) para o estado de Malerkotla. Um grande monte perto da aldeia de Chupka, na terra administrativa de Falaund Khurd, oferece evidências disso. A área já foi chamada de Banger, já que seu dialeto era diferente do centro de Punjab. 
Ahmed Shah Abdali travou uma guerra histórica com sikhs nas proximidades de Rohira, na qual mais de vinte mil homens foram mortos e um grande número ficou ferido. Esta batalha foi significativa na história de Malerkotla Rayiast.
Durante a Partição da Índia em 1947, aqueles homens que cruzaram o limite em Falaund Kalan não foram prejudicados. O Nababo de Malerkotla, Seri Cã se opôs ao assassinato dos filhos mais novos do 10º mestre Sri Guru Gobind Singh em Sirhind. Isso é conhecido como Ha Da Nahra ("Voz contra a opressão"). Os Sikhs sentiram que Sri Guru Gobind Singh havia perdoado o Nawab. Em vez disso, Malerkotla não foi desalojado. Muitas pessoas e animais entraram na cidade para proteção durante a Partição. 
Em 2015, o Sr. Bal Anand, da False Kalan, instituiu um prêmio de Rs 11.000 e uma citação para um renomado autor em memória de seu avô Baba Paramatma Nand, um mago aiurvédico que escreveu a história de vida do Xá Baba Gajã.    

## Localização
Falound Kalan está localizado na estrada Ludhiana-Malerkotla, a quatro quilômetros de distância de Rohira.

## Festival Lohri
Em 1884, Samat iniciou a celebração do festival Lohri, onde os Sadhus costumavam se reunir em grande número. Os estudiosos do sânscrito que contribuíram para a medicina aiurvédica foram homenageados por Baba Ji. Essa tradição foi tornada compulsória pelos seguidores de Baba Ji, conhecidos como  Mahant. 
O esporte rural organizado pelo Young Farmers Club foi iniciado em 1951 pelo mestre Ram Swarup. Os eventos de kabbadi, futebol, vôlei, luta livre e cabo-de-guerra estão incluídos. Artistas locais cantam canções religiosas e históricas. 

## Aldeões
A maioria dos aldeões serviu no exército indiano. A população da aldeia é educada e produziu administradores como Shri Bachitter Singh I.R.S. (aposentado), Shri Jagtar Singh P.C.S., e vários educadores e homens que vão desde os Serviços Estrangeiros Indianos até o departamento postal indiano. 
Alguns habitantes mais jovens emigraram para os Estados Unidos, Canadá, Austrália, Nova Zelândia, Europa e as nações do Golfo. Muitos retornam à sua aldeia natal para o festival de Lohri, onde prestam homenagem aos antepassados e cumprem o voto: "A pessoa que visitar Falound por três dias juntos em Lohri irá para o céu". Este legado foi ordenado pelo Guru Gajjan Shah.